# Basílica dos Santos Doze Apóstolos
Santi XII Apostoli ou Basílica dos Santos Doze Apóstolos, chamada geralmente de Santi Apostoli é uma igreja titular e basílica menor em Roma, Itália, dedicada originalmente a São Tiago Menor e a São Filipe e, posteriormente, a todos os doze apóstolos. Atualmente, a basílica está sob os cuidados dos franciscanos conventuais, cujo quartel-general em Roma fica no edifício anexo.
O cardeal-presbítero protetor do título dos Santos Doze Apóstolos é Angelo Scola, arcebispo de Milão. Entre os ocupantes anteriores do posto estão o papa Clemente XIV, cujo túmulo, de Antonio Canova, está na basílica, e Henry Benedict Stuart.

## História
Construída originalmente pelo papa Pelágio I para celebrar a vitória de Narses sobre os ostrogodos e dedicada pelo papa João III a São Tiago Menor e São Filipe, a basílica aparece como "Titulus SS Apostolorum" nos atos do concílio de Roma de 499. O edifício original, do século VI, ruiu depois do terremoto de 1348 e foi abandonado.
Em 1417, o papa Martinho V, da família Colonna, dona do vizinho Palazzo Colonna, restaurou a igreja. A fachada foi construída no final do mesmo século por Baccio Pontelli. O interior foi decorado em afrescos por Melozzo da Forlì, cujos murais em Santi Apostoli ficaram famosos pelo uso inovador da técnica de escorço e foram depois reconhecidos como as obras-primas de Melozzo.
O papa Clemente XI (r. 1700–1721) depois estimulou algumas reformas mais dramáticas na igreja. Os afrescos de Melozzo ou foram destruídos ou foram transportados parte para o Palácio Quirinal e parte para os Museus Vaticanos. Um novo interior barroco foi projetado por Carlo Fontana e Francesco Fontana e completado em 1714. A igreja foi novamente reformada e ganhou uma nova fachada completada por Giuseppe Valadier em 1827.

## Interior
A planta da igreja tem três naves separadas por fileiras de pilares coríntios que sustentam o teto, no meio do qual foi pintado, em 1707, o "Triunfo da Ordem de São Francisco" por Baciccio. Estão ali também os afrescos dos Evangelistas, de Luigi Fontana. O uso da perspectiva é muito eficiente e os anjos parecem estar saindo da abóbada. Sobre o santuário está um afresco de 1780 de Giovanni Odazzi, representando a "Queda de Lúcifer e seus Anjos".
À direita do altar-mor estão os túmulos do conde Giraud de Caprières (m. 1505) e do cardeal Raffaele Riario (m. 1474), que já foram atribuídos a Michelângelo. à esquerda está um monumento ao cardeal Riario, da escola de Andrea Bregno e possivelmente projetado pelo próprio. Está ali também uma Madona de Mino da Fiesole.
Na parede à direita do pórtico da antiga igreja está um antigo baixo-relevo de uma águia rodeada por uma coroa de carvalho que ela segura em suas garras. Do lado oposto está o monumento ao gravador Giovanni Volpato, obra de seu amigo e compatriota Antonio Canova: um baixo relevo representando a "Amizade" na forma de uma mulher chorando perante o busto do falecido Volpato.

### Afrescos de Melozzo da Forlì
Melozzo da Forlì pintou, no teto da capela maior, a "Ascensão de Nosso Senhor". De acordo com Giorgio Vasari, "a figura de Cristo está tão admiravelmente escorçada que parece perfurar a abóbada; e, da mesma forma, os anjos aparecem atravessando o campo de ar nas duas direções opostas". Esta pintura foi encomendada pelo cardeal Riario, sobrinho do papa Sisto IV por volta de 1472.
Durante a enorme reforma no início do século XVIII, foi removido e levado para o Palácio Quirinal (1711), onde ainda está. As diversas cabeças dos apóstolos que rodeavam a imagem foram arrancadas e levadas para o Palácio Vaticano.

### Capelas
As doze capelas, com três delas cobertas por cúpulas de cada lado, são todas em mármore e decoradas por belas pinturas. Na "Capela da Imaculada", a primeira à direita, a pintura é uma Madona de Nicola Lapiccola (século XV) doada pelo cardeal Bessarion. Na seguinte, de Corrado Giaquinto. Na "Capela de Santo Antônio" estão oito belas colunas de mármore da igreja do século VI e uma pintura de Benedetto Luti. A "Capela da Crucificação", também do lado direito, está dividida numa nave e dois corredores.
O túmulo de Raffaele della Rovere (m. 1477), irmão do papa Sisto IV e pai do papa Júlio II está na capela à esquerda da cripta e é obra de Andrea Bregno.
A cripta foi construída em 1837. Durante a obra, as relíquias de São Tiago Menor e São Filipe, que foram retiradas das catacumbas no século IX para protegê-las de invasores, foram redescobertas. Os murais são reproduções das pinturas das antigas catacumbas e uma inscrição explica que, em 886, o papa Estêvão IV andou descalço das catacumbas até a igreja carregando as relíquias nos ombros. As demais capelas foram decoradas entre 1876 e 1877.
O papa Clemente XIV (r. 1769–1774) está enterrado na última capela do lado esquerdo, perto da porta da sacristia. Seu túmulo neoclássico é de Antonio Canova (1783-7). Ao lado da estátua do papa estão duas belas estátuas da "Temperança" e da "Clemência". Esta foi a primeira grande obra do artista em Roma.
Além da sacristia está a "Capela de São Francisco", de Giuseppe Chiari. No altar da capela seguinte, a segunda do lado esquerdo, está uma peça-de-altar de 1777 de Giuseppe Cades, retratando "São José de Cupertino". A "Deposição da Cruz", no altar da última capela, é uma obra famosa de Francesco Manno.
No segundo pilar do lado esquerdo está o epitáfio do cardeal Bessarion e um retrato seu do século XVI. Seus restos mortais foram transportados para lá em 1957.

## Galeria

Imagens da igreja
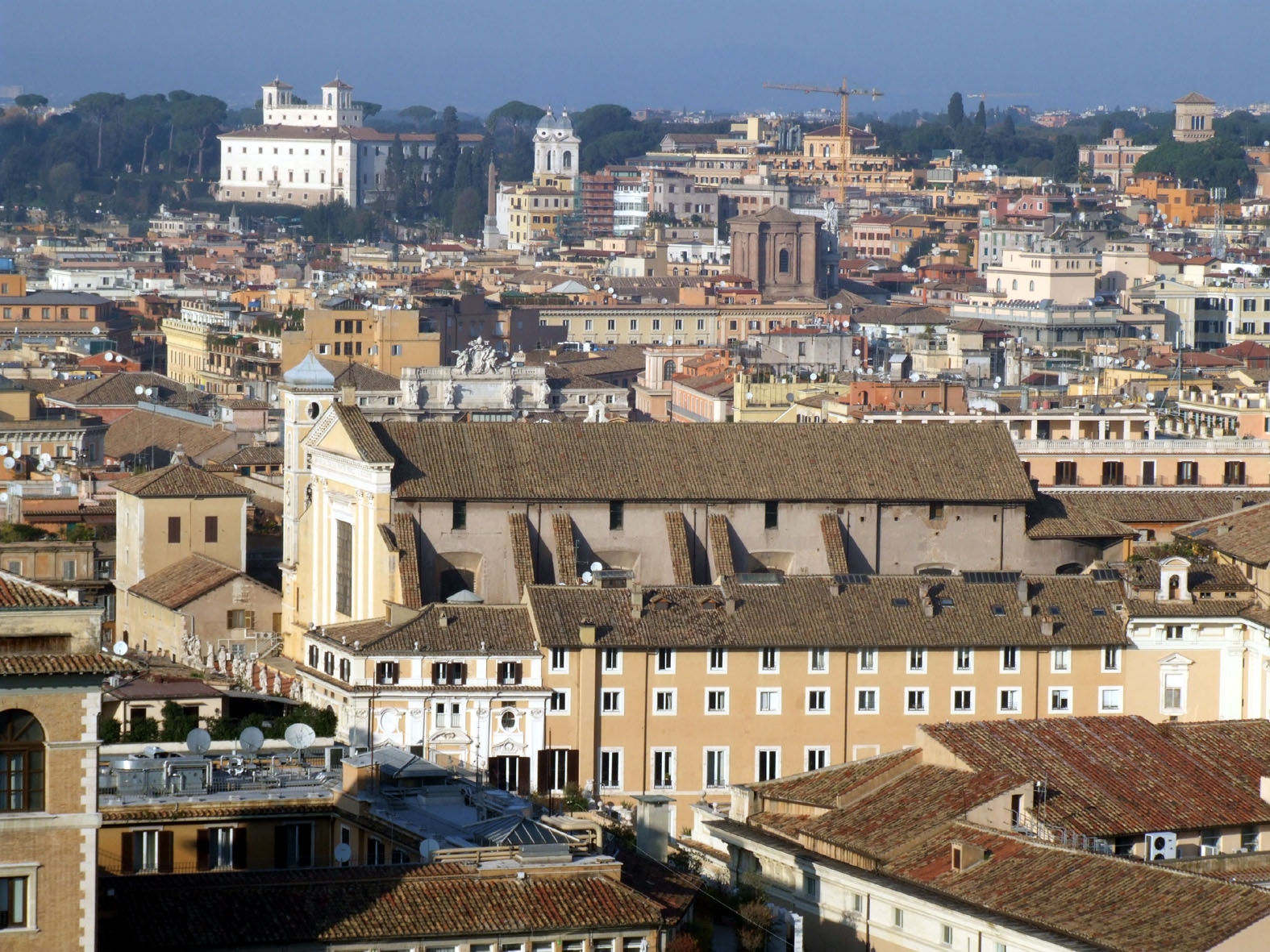
Vista remota da basílica.
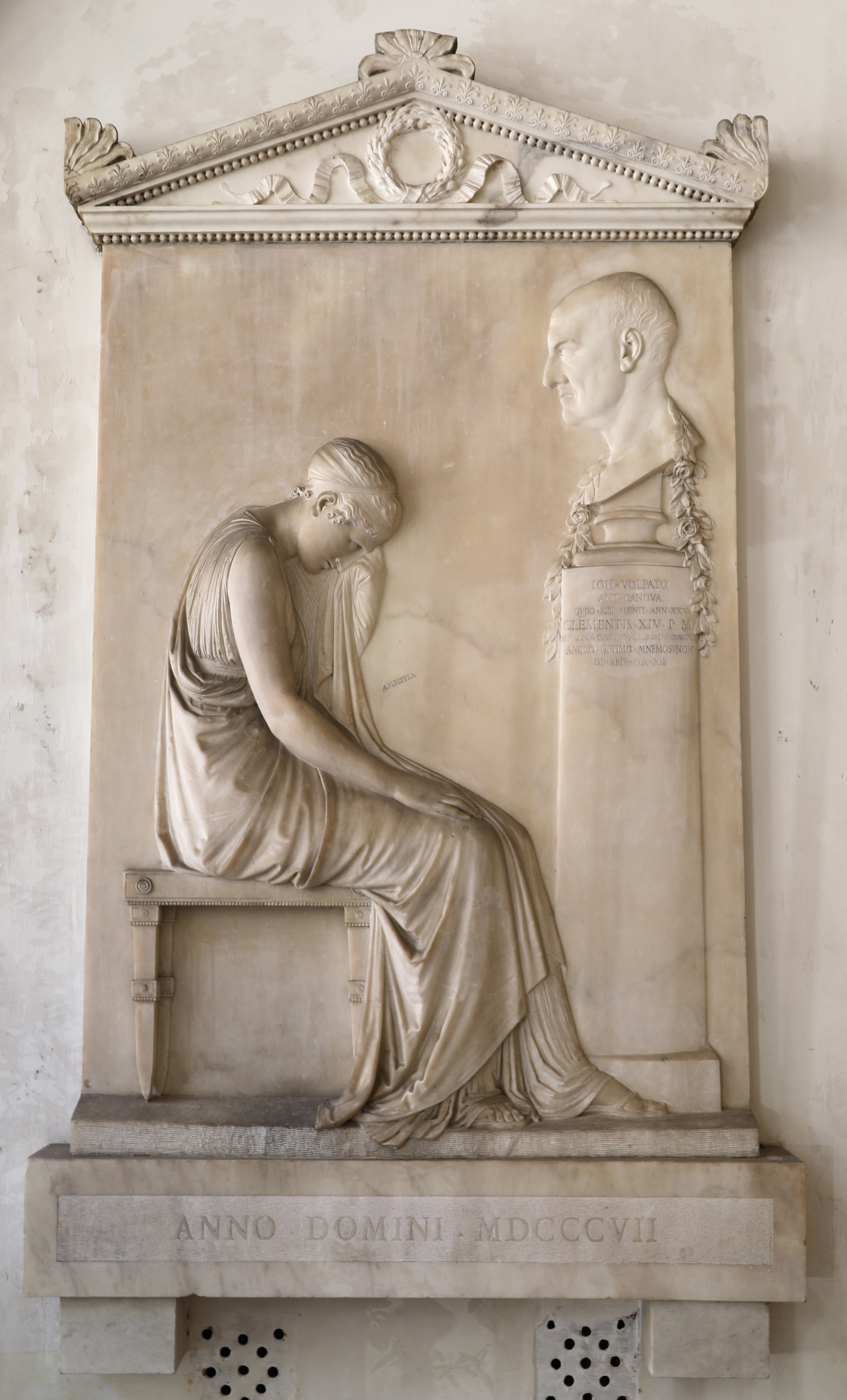
Monumento a Giovanni Volpato, de Antonio Canova, no pórtico.
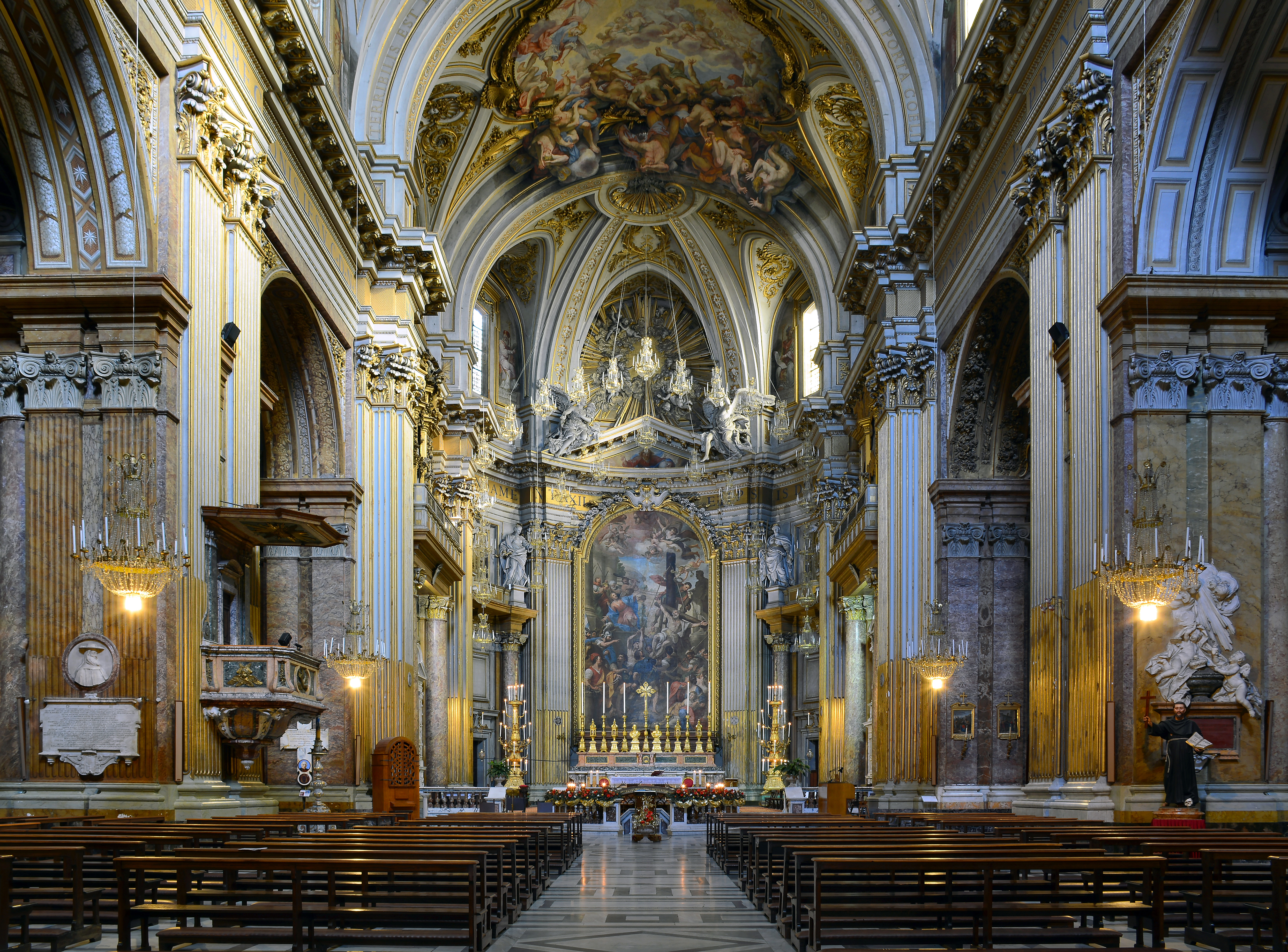
Vista do interior.
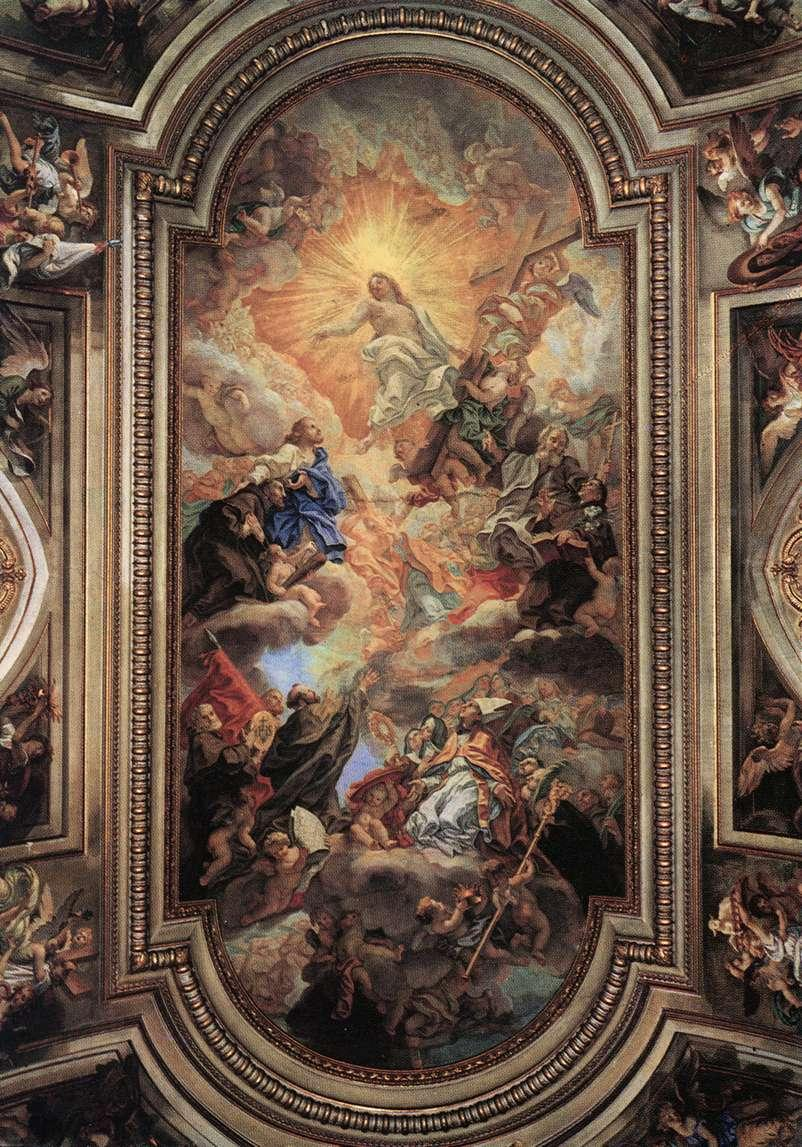
"Triunfo da Ordem de São Francisco", de Baciccio, no teto da nave.
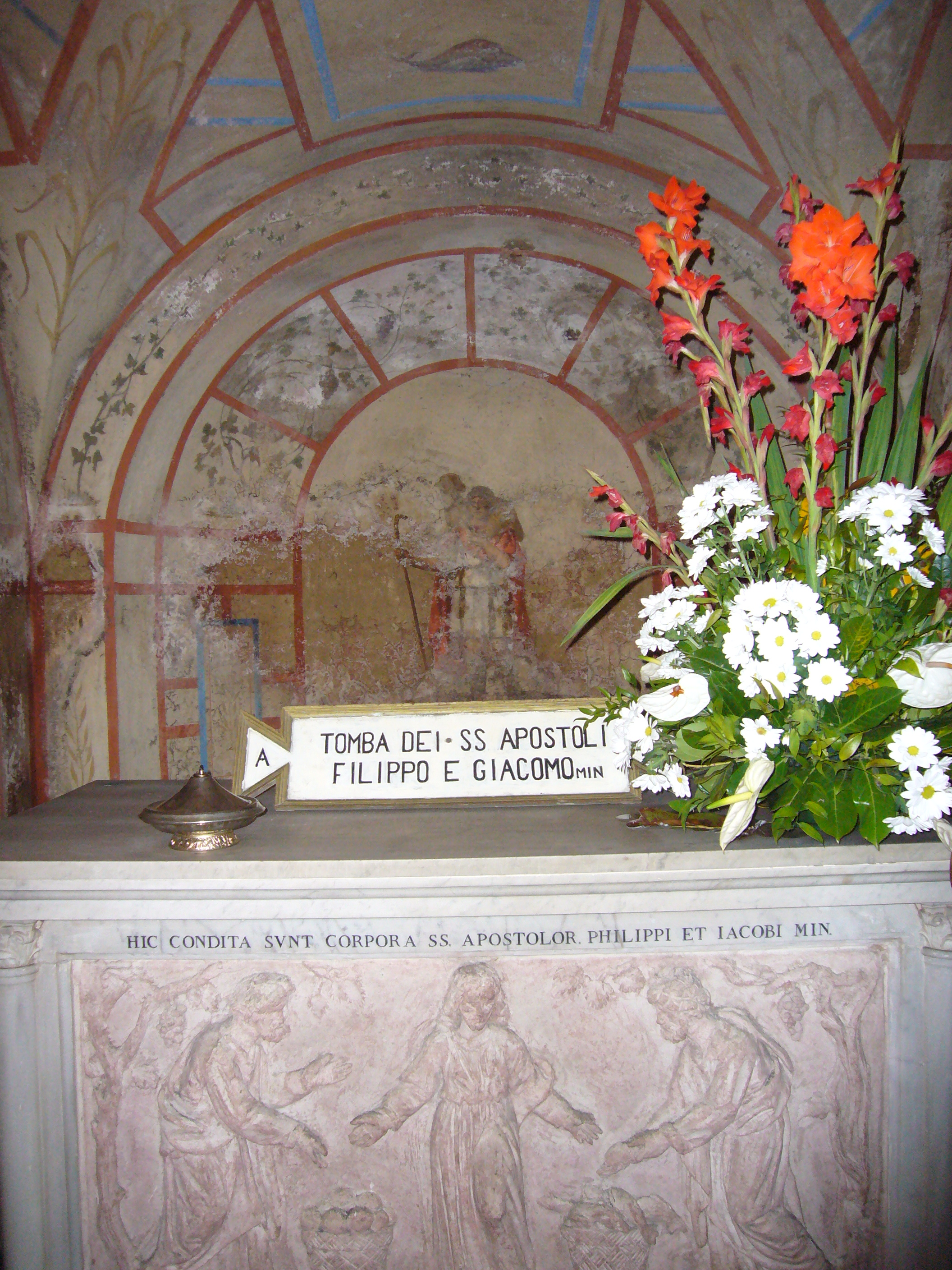
Túmulo de São Tiago e São Filipe, na cripta.